# سالین ولی
سالین ولی (به انگلیسی: Saline Valley) دره‌ای بزرگ، عمیق و خشک در شمال بیابان موهاوی کالیفرنیاست. اکثر سالین ولی به هنگام گسترش پارک ملی دث ولی در سال ۱۹۹۴ جزئی از پارک شد. این منطقه پیش‌تر تحت کنترل هیئت مدیریت زمین (به انگلیسی: BLM) قرار داشت. این دره درست در شمال دث ولی، جنوب یورکا ولی و شرق اونز ولی قرار گرفته‌است. پست‌ترین نقاط دره، حدوداً ۳۰۰ متر از سطح دریا ارتفاع دارند و در دامنهٔ کم‌بارش رشته‌کوه سیرا نوادا (به ارتفاع ۴٬۳۰۰ متر) و کوه‌های اینیو (به ارتفاع ۳٬۴۰۰ متر که مرز غربی دره را تشکیل می‌دهند) قرار دارند.